# Sidney Nolan

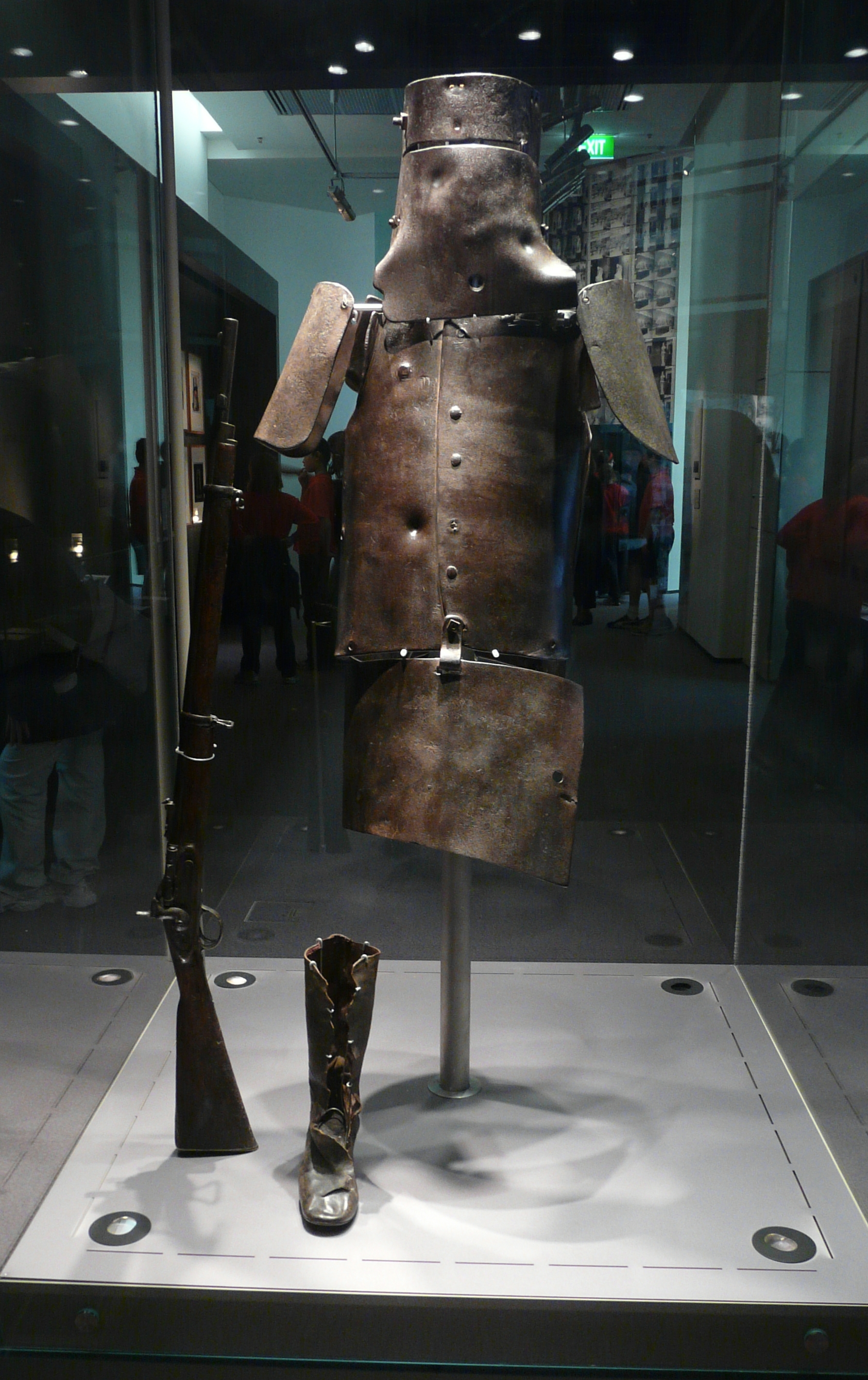
Ned Kellys rustning, som inspirerade till Nolans verk.

Sidney Nolan, född 22 april 1917 i Carlton, död 28 november 1992 i London, var en australiensisk konstnär. 
Nolan är framför allt känd för sina stiliserade målningar föreställande Ned Kelly, en legendarisk brottsling och bushranger i Australiens naturlandskap.